# Flughafen Petrosawodsk

i7
i11
i13
Der Flughafen Petrosawodsk (IATA-Code: PES, ICAO-Code: ULPB) ist der Flughafen der russischen Stadt Petrosawodsk in der Republik Karelien. Er liegt 15 Kilometer nordwestlich des Zentrums der Stadt. Von dem Flughafen werden neben Moskau auch einige weitere russische Städte angeflogen. Es existiert eine Busverbindung in die Stadt Petrosawodsk.

## Zwischenfälle
- Am 20. Juni 2011 stürzte beim RusLine-Flug-243 eine Tupolew Tu-134 von RusLine von Moskau kommend beim Landeanflug auf den Flughafen Petrosawodsk ab. Dabei starben 47 der 52 Insassen sowie später drei weitere der fünf Verletzen. Es hatten schlechte Wetterbedingungen geherrscht.[3]